# Leggenda sulla fondazione della Sacra di San Michele
Esiste una leggenda sulla fondazione della Sacra di San Michele, abbazia dalla forma assai caratteristica, fondata verso il 1000 da San Giovanni Vincenzo, già arcivescovo di Ravenna, in sostituzione forse di un tempietto longobardo dedicato all'Arcangelo Michele.

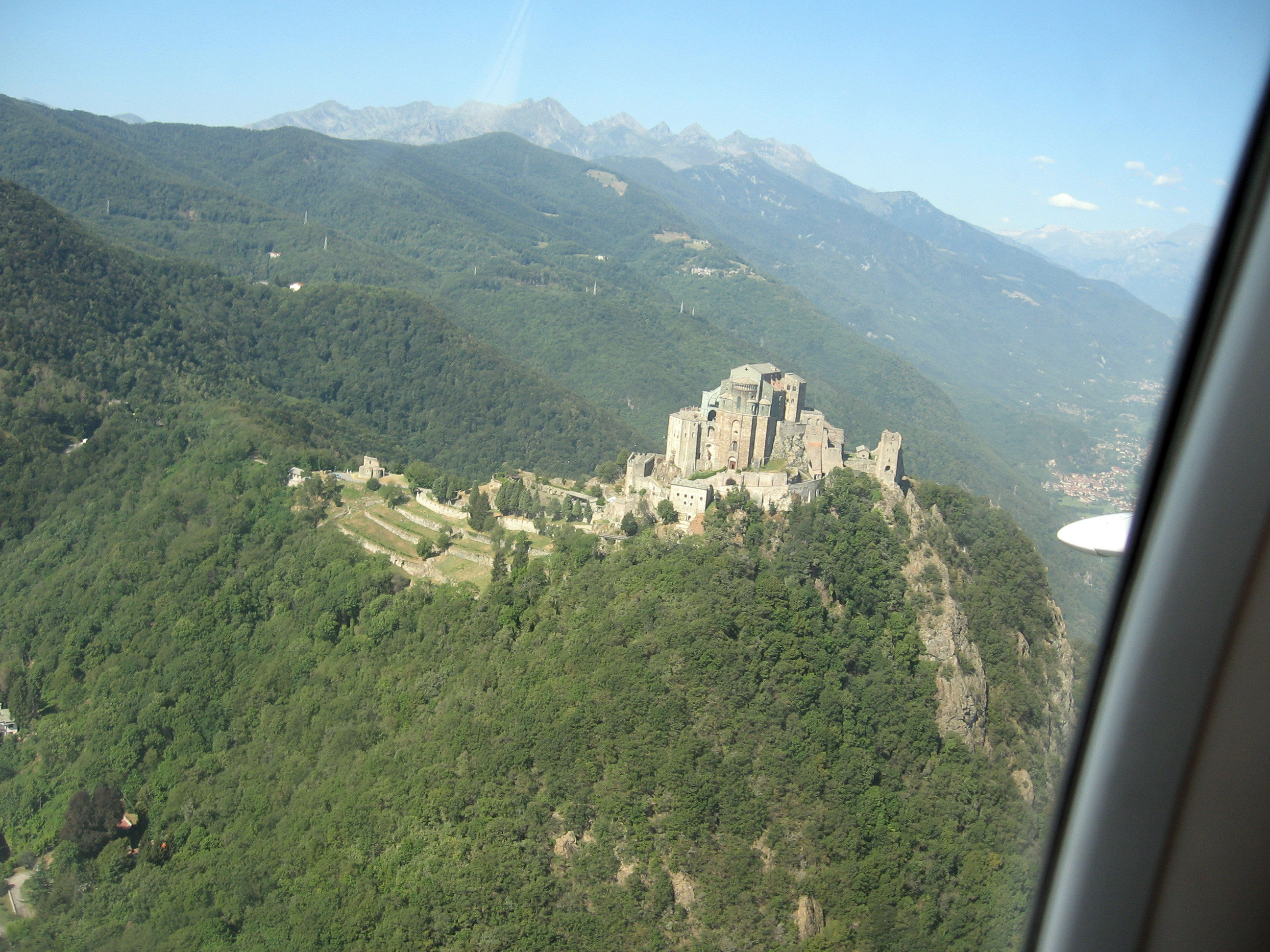
Veduta aerea della millenaria abbazia Sacra di San Michele sul Monte Pirchiriano nel comune di Sant'Ambrogio di Torino.

## Storia

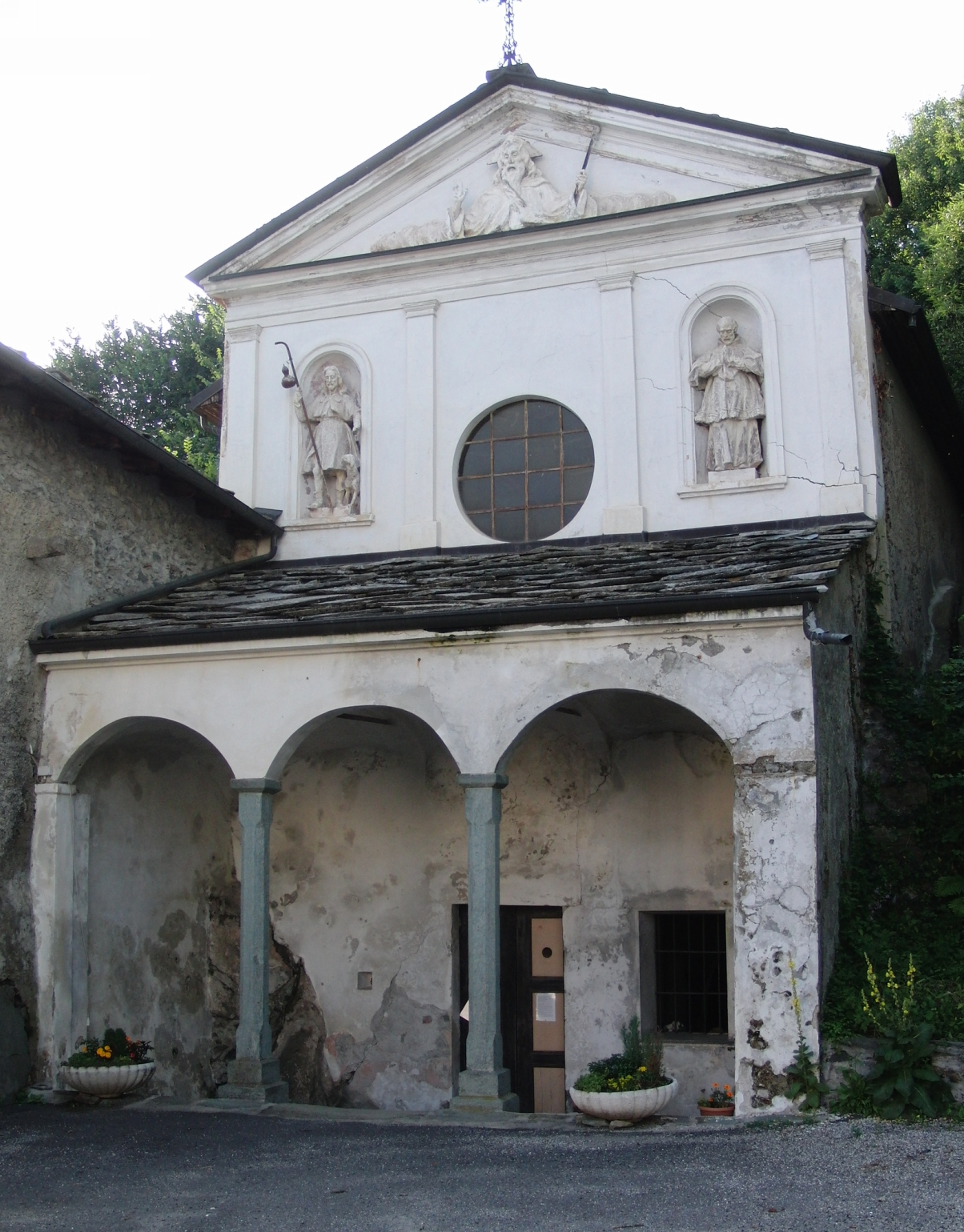
Cappella della Grotta di San Giovanni Vincenzo alla Frazione Celle di Caprie.

La leggenda dice che la cappella sia stata eretta pezzo a pezzo da angeli e da colombe, trasportando il materiale di una chiesetta preesistente sull'opposto monte Caprasio.
Si narra che Giovanni Vincenzo volesse edificare una chiesa a Celle (attuale frazione del comune di Caprie), dove si era ritirato come eremita, e mentre di giorno preparava i materiali per la costruzione, di notte qualcuno portava via questi materiali.

Stanco di vedere annullate di notte tutte le sue fatiche diurne, decise una notte di vegliare per vedere chi portasse via i suoi materiali da costruzione, e con grande stupore vide degli Angeli che prendevano questi materiali e li trasportavano sulla cima del monte Pirchiriano nel lato opposto della Valle di Susa.
Accettò quindi questo "segno divino" e iniziò a costruire la prima antica cappella dove poi sorse la Sacra di San Michele.
In realtà quest'enorme complesso di edifici fu fatto erigere intorno al Mille dall'alverniate Hugon di Montboissier per i monaci benedettini.